# James Nolan
James Nolan (Irlanda, 27 de enero de 1977) es un atleta irlandés retirado especializado en la prueba de 1500 m, en la que consiguió ser subcampeón europeo en pista cubierta en 2000.

## Carrera deportiva
En el Campeonato Europeo de Atletismo en Pista Cubierta de 2000 ganó la medalla de plata en los 1500 metros, con un tiempo de 3:41.59 segundos, tras el español José Antonio Redolat y por delante del francés Mehdi Baala.